# بل هایتس، اپلتون، ویسکانسین
بل هایتس (به انگلیسی: Bell Heights) یک منطقهٔ مسکونی در ایالات متحده آمریکا است که در اپلتون، ویسکانسین واقع شده‌است. بل هایتس ۲۴۹ متر بالاتر از سطح دریا واقع شده‌است.